# آسو (بستک)
آسو روستایی است در ۹ کیلومتری شمال شرقی دهستان کوخرد و از توابع بخش کوخرد شهرستان بستک استان هرمزگان ایران است. نام قدیم روستای آسو مخفف شده از واژهٔ «آسیاب» است زیرا در سال‌های گذشته در روستا آسیابی وجود داشته که بعد از باران شدیدی که بارید آسیاب خراب شد و به این دلیل نام روستا را به آسو تغیر دادند.

## جمعیت
بر اساس سرشماری سال ۱۳۸۵ جمعیت این روستا ۲۲۴ نفر (۳۸ خانوار) بوده‌است.
این روستا دارای خانهٔ بهداشت و چهارباب مسجد و پنج باب آب‌انبار برکه است، در جنوب روستا و در وسط نخلستان‌ها آثار یک مسجد قدیمی به چشم می‌خورد که از قدیمی بودن این روستا سخن می‌گوید، چاه آب روستا کم‌عمق و نسبتاً شیرین است.

## درهٔ ناخ
در غرب روستا دره بزرگی به نام دره ناخ واقع شده‌است، بر روی دره پل بزرگی ایجاد شده‌است که خودروها از روی آن عبور می‌نمایند. آب این درهٔ بزرگ به رودخانه مهران می‌ریزد. روستا تعداد ۳۰۰ اصله نخل دیم دارد.

## موقعیت
از طرف شمال کوه ناخ، از طرف جنوب رودخانه مهران، از طرف غرب روستای صالح‌آباد و تنب بردومه، و از سمت مشرق به مهران منتهی می‌شود.